# Czerlin (Grande-Pologne)
Pour les articles homonymes, voir Czerlin.
Czerlin (prononciation : [ˈt͡ʂɛrlin]) est un village polonais de la gmina de Gołańcz dans le powiat de Wągrowiec de la voïvodie de Grande-Pologne dans le centre-ouest de la Pologne.
Il se situe à environ 5 kilomètres à l'est de Gołańcz (siège de la gmina), 19 kilomètres au nord-est de Wągrowiec (siège du powiat), et à 67 kilomètres au nord-est de Poznań (capitale de la Grande-Pologne).

## Histoire
De 1975 à 1998, le village faisait partie du territoire de la voïvodie de Piła.

Depuis 1999, Czerlin est situé dans la voïvodie de Grande-Pologne.